# Jarosław (Udanin)
Jarosław (deutsch Jerschendorf) ist ein Ort in der Landgemeinde Udanin (Gäbersdorf) im Powiat Średzki der Woiwodschaft Niederschlesien in Polen.

## Lage
Der Ort liegt ca. sieben Kilometer nordöstlich von Udanin (Gäbersdorf) und 10 Kilometer südwestlich von Środa Śląska (Neumarkt in Schlesien). Nachbarorte sind Jarostów (Eisendorf) im Westen, Ujazd Górny (Ober Mois) im Nordwesten, Pichorowice (Peicherwitz) im Südwesten, Pielaszkowice (Pläswitz) im Süden, Piersno (Pirschen) im Nordosten, Samborz (Tschammendorf) im Osten.

## Geschichte
Der Ort erscheint urkundlich 1345 als Jerlandsdorf und villa Jeroslai, 1358 als Jeraslawendorf, 1365 Jerlandadorf, 1373 als Jerslindorf. Die örtliche Kirche wurde 1353 mit 1½ Pfarrhufen erwähnt. Grundherren waren zu Beginn des 18. Jahrhunderts die Familie von Seidlitz.
Nach dem Ersten Schlesischen Krieg fiel Jerschendorf mit dem größten Teil Schlesiens 1741/42 an Preußen. 1845 besaß das Gut eine verwitwete Rittergutsbesitzerin Heyer, geb. Lange. Damals bestand das Dorf aus einem herrschaftlichen Schloss, 361 überwiegend evangelischen Einwohnern (43 katholisch), evangelische Teilkirche von Metschkau, unter dem Patronat der Grundherrschaft, mit eigenem Friedhof, einer evangelischen Schule mit einem Lehrer, katholische Kirche zu Peicherwitz, einer Windmühle, einer Brennerei, einem Wirtshaus, zehn Handwerkern und einem Höcker. Die Landgemeinde gehörte bis 1945 zum Landkreis Neumarkt.
Als Folge des Zweiten Weltkriegs fiel Jerschendorf 1945 an Polen und wurde in Jarosław umbenannt. Die deutsche Bevölkerung wurde, soweit sie nicht schon vorher geflohen war, vertrieben. Die neu angesiedelten Bewohner waren zum Teil Heimatvertriebene aus Ostpolen.

## Sehenswürdigkeiten

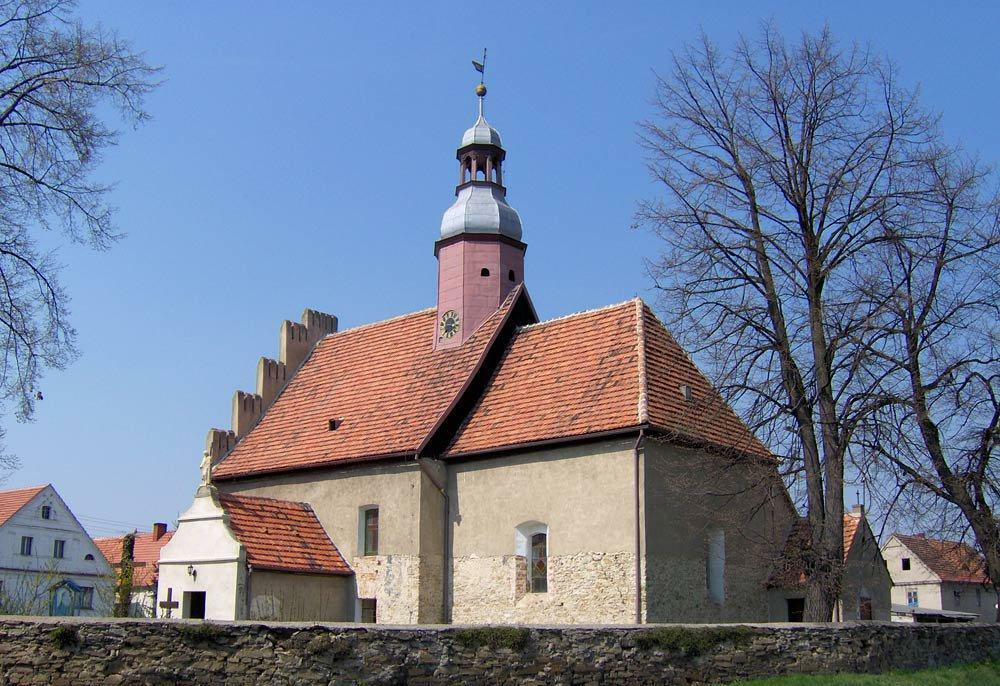
Liebfrauenkirche in Jarosław

- Die römisch-katholische Filialkirche Unsere Liebe Frau von Tschenstochau, kurz Liebfrauenkirche (polnisch Kościół filialny pw. Matki Bożej Częstochowskiej) wurde 1353 erstmals urkundlich erwähnt. Nachdem der Vorgängerbau 1704 abgebrannt war, ließ die evangelische Gemeinde und der Patron von Seidlitz eine neue Kirche errichten. Nach dem Erlöschungsgesetz der katholischen Parochie von 1833 wurde das Gotteshaus durch die Gemeinde reklamiert und derselben am 7. Mai 1839 von der königlich-preußischen Regierung als Teilkirche von Metschkau übergeben. Zur Kirche war einzig Jerschendorf gepfarrt.[2]
- Das Schloss Jerschendorf (Pałac w Jarosławiu) wurde Mitte des 19. Jahrhunderts errichtet, mit einem Wohnhaus, Wirtschaftsgebäuden und Landschaftspark.[3]